# Manuel Rodríguez de Guzmán
Manuel Rodríguez de Guzmán (Sevilla, 1818-Madrid, 1867) fou un pintor costumista andalús.

## Biografia
Fou alumne de l'Escola de Belles Arts de Sevilla i deixeble de José Domínguez Bécquer, que el va introduir en el gènere costumista, especialment en escenes del folklore andalús, en el qual es va especialitzar i es dedicà fonamentalment. La seva etapa a Sevilla s'allarga fins a 1853, durant la qual fou nomenat acadèmic honorari de la Reial Acadèmia de Belles Arts de Santa Isabel d'Hongria (1847), presentat per Manuel Barrón, i el 1852 exercí de d'auxiliar de mestre de dibuix de figura sense retribució.
Entre 1853 i 1854 s'instal·la a Madrid (encara que havia fet un primer trasllat molt breu el 1852) amb la intenció d'introduir-se a la cort, objectiu que va assolir parcialment gràcies a l'encàrrec oficial de la reina Isabel II de pintar quadres que retratin els costums de totes les províncies d'Espanya, que havia de servir per formar una galeria reial dedicada a aquest gènere. No obstant això, la col·lecció va quedar incompleta i només se n'ocupa fins a 1855. Pertanyen a ella les obres L'enterrament de la sardina, Ball a la Verge del Port, La fira de Santiponce, La fira de Sevilla i La processó del Rocío, avui propietat del Museu del Prado i Patrimoni Nacional.
Els seus primers anys a Madrid també pinta dos retrats per a l'ambaixador britànic a la cort. També entrà a la Societat Protectora de les Belles Arts, fundada pel seu amic Antonio María Esquivel, a la qual va contribuir de forma important i on va pintor alguns esbossos com Uns nois jugant a naips. Participà també en un altre projecte de la reina Isabel, la Sèrie Cronològica dels Reis d'Espanya, a la qual va contribuir amb un retrat del rei visigot Euric.
Participà assíduament a les Exposicions Nacionals de Belles Arts, on va obtenir una menció honorífica el 1858 per Rinconcete y Cortadillo, obra inspirada en les Novelas ejemplares de Cervantes. El 1855 les seves obres La fira de Sevilla i Ball a la Verge del Port van ser presents a la mostra de pintura espanyola de l'Exposició Universal de París.

## Obra
Hom l'ha considerat el millor pintor de tot el costumisme andalús, sent la seva obra La fira de Santiponce una de les millors obres del gènere, quelcom que es reflecteix en altres obres com La fira de Sevilla, La processó del Rocío, Les bugaderes del Manzanares, Les aiguaderes o Ball a la Verge del Port. Totes elles demostren gran moviment, colorit, sobretot de colors lluents i amb molta facilitat per captar les diferents expressions de la cultura popular i habilitat per fer composicions repletes de petites figures descrites d'una forma molt minuciosa.
A la seva etapa sevillana té un cert regust francès en la seva presentació inicial, a més de fer tribut al murillisme que era imperant a la capital andalusa, tot i que no és estrany trobar obres que segueixin exemples europeus, característicament costumistes, com El cec cantor, La drapaire, aquestes dues inspirades en Murillo, Les bunyoleres les dues versions de La festa andalusa, datades el 1851. Establert a Madrid, són d'esment les escenes taurines com El torero Lucas Blanco, Sort de rebre o Preparatius d'un picador; temes literaris com Rinconcete y Cortadillo (1858) o El Quixot escrivint a Dulcinea des de Sierra Morena; noves produccions costumistes com L'Havanera o Una gitana dient la bonaventura a uns gallecs; o els aquelarres, inspirats en l'obra de Goya. Algunes d'aquestes obres originalment van ser pintades per a col·leccions particulars.
- Ball a la taverna (1854)
Museu de Belles Arts de Sevilla
- La fira de Santiponce (1855)
Museu del Prado
- Retrat d'Euric, rei dels visigots (ca. 1855)
Museu del Prado
- Ball campestre a la Verge del Port (1857)
Museu del Prado
- Bugaderes al riu Manzanares (1859)
Museu del Prado
- Habitació d'aiguaders a Madrid (1859)
Museu del Prado